# Ото I (Хабсбург)
Вижте пояснителната страница за други личности с името Ото I.
Ото I фон Хабсбург (на немски: Otto I von Habsburg; * 1015; † 1055) е от 1045 г. граф на Зундгау и Хабсбург.

## Произход и наследство
Той е най-възрастният син на граф Радбот (985 – 1045) и съпругата му Ита фон Лотарингия (995 – 1035), дъщеря на херцог Фридрих I от Горна Лотарингия и Беатрис Френска. Родителите му строят през 1027 г. замък Хабсбург и основават манастир Мури в Швейцария.
След смъртта на баща му през 1045 г. Ото и братята му Албрехт I (1016 – 1055, неженен) и на Вернер I (1025 – 1096, женен), наследяват баща им и си поделят наследството му.
Ото не е женен и умира ок. 1050 г. Брат му Вернер I наследява графството.